# Cirrospilus nephelodes
Cirrospilus nephelodes är en stekelart som beskrevs av Graham 1981. Cirrospilus nephelodes ingår i släktet Cirrospilus och familjen finglanssteklar.
Artens utbredningsområde är Madeira. Inga underarter finns listade i Catalogue of Life.